# Tengeri sárkány
A Tengeri sárkány (The Dragon in the Sea) Frank Herbert 1956-ban a Doubleday & Company által kiadott sci-fi regénye. Folytatásokban az Astounding magazinban jelent meg 1955 novembere és 1956 januárja között.
Magyar nyelven a Szukits Könyvkiadó F. Nagy Piroska fordításában 2011-ben jelentette meg.
A Dűne-univerzum előtti művek közé tartozik a Tengeri sárkány. A regény a kritikusok tetszését elnyerte, de nem hozott jelentős anyagi bevételt az író számára.

## Történet
|  | Alább a cselekmény részletei következnek! |

A 21. században már tizenhat éve tart a háború a világ két pólusa között. Az ásványkincs-készletek kimerülése miatt a nyugatiak már csak a keletiek tengeri olajmezőinek megcsapolása révén juthatnak olajhoz.
A – speciális nukleáris tengeralattjárókkal végrehajtott küldetések rendkívül veszélyesek. A legutóbbi időben húsz speciális búvárhajó – valószínűleg szabotázs következtében – eltűnt. A parancsnokság arra gyanakszik, hogy a legénység tagjai közé beférkőzött kémek okozták az atommeghajtású hajók eltűnését.
John Ramsey-nek, a Pszichológiai Hivatal szakértőjének titkos küldetése, hogy találja meg az alvó ügynököt. A négyfős legénység tagjaként részt vesz a Fenian Kos S1881 tengeralattjáró útján.
Ramsey a misszió során hamarosan ráébred arra, hogy a hajó börtönébe zárva nem csak a stresszes bezártsággal, a kiszámíthatatlan óceánnal, a természeti elemekkel és az őket üldöző vadász-tengeralattjárókkal kell megküzdeniük, hanem önmagukkal is.
|  | Itt a vége a cselekmény részletezésének! |

## Szereplők
- John Ramsey zászlós, elektronikai szakértő, a Pszichológiai Hivatal szakértője
- Harvey Acton Sparrow kapitány, tengeralattjáró-parancsnok
- Leslie Bonnett korvettkapitány, navigátor, tüzértiszt
- Joe Garcia tengerésztiszt, gépész
- dr. Richmond Oberhausen, a Pszichológiai Hivatal vezetője

## Magyarul
- Tengeri sárkány; ford. F. Nagy Piroska; Szukits, Szeged, 2011